# Gianni Ghidini
Gianni Ghidini (* 21. Mai 1930 in Golese, Parma; † 20. Juni 1995 in Baganezola,  Parma) war ein italienischer Radrennfahrer. Als Amateursportler wurde er Weltmeister im Einzelstraßenrennen und gewann eine olympische Silbermedaille. 

## Sportliche Laufbahn
Ghidini betätigte sich hauptsächlich im Straßenradsport und feierte seine größten Erfolge als Amateurfahrer. Als 19-Jähriger gewann er den Coppa Collecchio, ein Straßenrennen rund um den norditalienischen Ort Collecchio. 1951 entsandte ihn der italienische Radsportverband zur Amateurweltmeisterschaft der Straßenfahrer, die im italienischen Varese stattfand. Dort gewann Ghidini vor heimischem Publikum den Weltmeistertitel. 1952 gehörte er zum italienischen Aufgebot für die olympischen Radwettkämpfe in Helsinki. Dort erreichte er mit der italienischen Mannschaft die Silbermedaille in der Mannschaftswertung und wurde im olympischen Straßenrennen Siebter.  
1953 wechselte Ghidini ins Profilager, wo er für die italienischen Teams Atala und Lygie startete. In diesem Jahr erreichte er mit dem dritten Platz bei der Apenninen-Rundfahrt sein bestes Ergebnis. Insgesamt konnte er sich 1953 bei fünf Rennen platzieren. In den Jahren 1954 und 1955 fuhr Ghidini für den belgisch-italienischen Rennstall Girardengo-Eldorado, konnte aber bis auf einen Etappensieg beim Sizilien-Rundfahrt keine zählbaren Erfolge mehr erreichen. 1956 endete seine Laufbahn als Berufsfahrer, weil er keinen Profivertrag mehr erhielt. 
In Fognano, einem Stadtteil von Parma, wurde ein Radweg nach Gianni Ghidini benannt.